# 미디어윌
미디어윌은 